# Jorat-Mézières
Jorat-Mézières je obec v západní (frankofonní) části Švýcarska, v kantonu Vaud, v okrese Lavaux-Oron. Žije zde přibližně 2 900 obyvatel.
Obec vznikla k 1. červenci 2016 sloučením doposud samostatných obcí Ferlens, Mézières a Carrouge. Obecní správa sídlí v Mézières.